# Choi Yeon-sung
Choi Yeon-sung, noto anche con lo pseudonimo di iloveoov (Iksan, 5 novembre 1983), è un videogiocatore sudcoreano di StarCraft: Brood War.
Soprannominato Cheater Terran o Monster Terran dai suoi fan, è stato uno dei più forti Terran tra il 2003 e il 2006.

## Biografia
Choi Yeon-Sung arriva sulla scena professionale di StarCraft nel 2003, nel team fondato da BoxeR. In quello stesso anno, vince il suo primo titolo, il TriGem MSL ai danni di Yellow. iloveoov conquista anche le due successive MSL, e nel 2004, vince il suo primo titolo OSL ai danni dello stesso BoxeR.
Deve aspettare fino all'inverno del 2005 per conquistare il suo secondo OSL, che vince ai danni di JulyZerg, battendolo 3-0 in finale. Nell'anno successivo, vince il suo ultimo titolo maggiore, battendo ancora JulyZerg nella finale dei World Cyber Games 2006.
Nel 2008, a causa di mancanza di stimoli e per un infortunio al polso che lo accompagna durante il 2007, decide di affiancare il ruolo di coach a quello di player.

## Statistiche
|            | Vittorie | Sconfitte | %      |
| ---------- | -------- | --------- | ------ |
| vs Terran  | 100      | 68        | 59,52% |
| vs Zerg    | 110      | 51        | 68,32% |
| vs Protoss | 88       | 52        | 62,86% |
| Totale     | 298      | 171       | 63,54% |

## Risultati
- 2003 Vincitore del TriGem MSL
- 2004 Vincitore della HanaFOS CENGAME MSL
- 2004 Vincitore dello SPRIS MSL
- 2004 Vincitore dell'EVER OSL 2004
- 2005 Vincitore dello ShinHan Bank OSL
- 2006 Vincitore dei World Cyber Games 2006